# 10358 Kirchhoff
10358 Kirchhoff eller 1993 TH32 är en asteroid i huvudbältet som upptäcktes den 9 oktober 1993 av den belgiske astronomen Eric W. Elst vid La Silla-observatoriet. Den är uppkallad efter den tyske fysikern Gustav Kirchhoff.
Asteroiden har en diameter på ungefär 5 kilometer och den tillhör asteroidgruppen Nysa.